# Heidi Shierholz

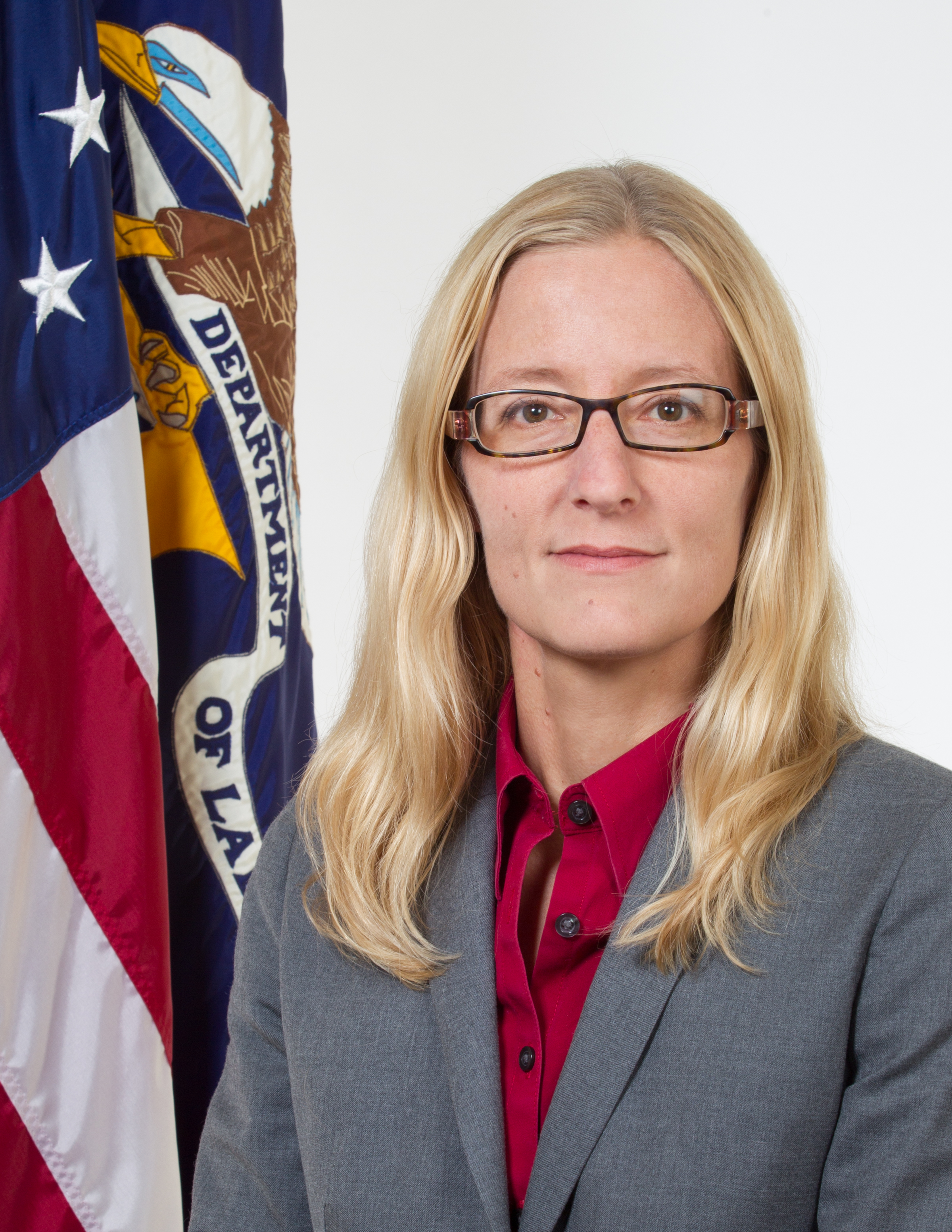
Heidi Shierholz (2014)

Heidi Shierholz (* 10. Oktober 1971 in Muskogee, Oklahoma) ist eine amerikanische Wirtschaftswissenschaftlerin. Sie ist seit September 2021 Präsidentin des Economic Policy Institute in Washington, D.C.
Von 2014 bis 2017 war Shierholz Chefökonomin im Arbeitsministerium der Vereinigten Staaten unter dem Arbeitsminister Tom Perez. Zuvor war sie seit 2007 beim Economic Policy Institute im Bereich Arbeitsmarktökonomik tätig.

## Ausbildung
Heidi Shierholz studierte Mathematik am Grinnell College in Grinnell, Iowa, und beendete das Studium 1994 mit einem Bachelor of Arts. 1996 erlangte sie an der Iowa State University einen Master of Science im Fach Statistik. Anschließend studierte sie Wirtschaftswissenschaft an der University of Michigan und erlangte 2001 einen Master of Arts und 2005 einen Ph.D.

## Karriere
Shierholz arbeitete von 2005 bis 2007 als Assistant Professor für Wirtschaftswissenschaft an der University of Toronto. 2007 wechselte sie zum Economic Policy Institute (EPI). Beim EPI forschte sie in den Bereichen Arbeitsmarktpolitik, zu Maßnahmen zur Unterstützung von Langzeitarbeitslosen und Politikmaßnahmen zur Überwindung der Großen Rezession in den Vereinigten Staaten. Sie war Mitautorin von zwei Ausgaben der The State of Working America, einer Publikation des EPI, und schrieb regelmäßig Beiträge in einigen anderen Medien, unter anderem für die „Economic-Intelligence“-Kolumne des U.S. News and World Report, die Washington Post und die Huffington Post. Sie wurde mehrfach als Sachverständige im Kongress zu Arbeitsmarktthemen wie Arbeitslosigkeitsversicherung und Einwanderung geladen.
2014 wechselte sie zum Arbeitsministerium der Vereinigten Staaten und wurde Chefökonomin unter dem Arbeitsminister Tom Perez. Nach dem Regierungswechsel 2017 kehrte sie zum Economic Policy Institute zurück, bei dem sie fortan den Bereich Policyforschung leitete.
Im September 2021 wurde sie vom Direktorium des EPI zur Präsidentin des Instituts gewählt.

## Veröffentlichungen (Auswahl)
- Lawrence Mishel, Jared Bernstein, Heidi Shierholz: The State of Working America, 2008/2009. Band 11. Cornell University Press, Ithaca, New York 2009, ISBN 978-0-8014-7477-4 (archive.org [abgerufen am 26. September 2021]).
- Lawrence Mishel, Josh Bivens, Elise Gould, Heidi Shierholz: The State of Working America. Band 12. Cornell University Press, Ithaca, New York 2012, ISBN 978-0-8014-7855-0 (stateofworkingamerica.org [abgerufen am 26. September 2021]).
- Martin H. Wolfson, Gerald A. Epstein, Heidi Shierholz: The Handbook of the Political Economy of Financial Crises. Oxford University Press, Oxford 2013, ISBN 978-0-19-975723-7 (oup.com [abgerufen am 26. September 2021]).